# Малињано (Сијена)
Малињано је насеље у Италији у округу Сијена, региону Тоскана.
Према процени из 2011. у насељу је живело 21 становника. Насеље се налази на надморској висини од 213 м.